# 나산초등학교 (전남)
나산초등학교는 대한민국 전라남도 함평군 나산면 삼축리에 있는 공립 초등학교이다. 1920년에 나산리에서 개교하여 1940년 삼축리 현 위치로 이전하였으며 2020년 개교 100주년을 맞이하였다.

## 학교 연혁
- 1920년 9월 13일 나산공립보통학교(4년제) 개교
- 1928년 4월 1일 6년제 인가
- 1938년 4월 1일 나산동공립심상소학교로 개칭[2]
- 1940년 6월 10일 현 위치로 학교 이전
- 1941년 4월 1일 나산동공립국민학교로 개칭[3]
- 1946년 4월 1일 나산국민학교로 개칭
- 1976년 3월 1일 특수학급(1학급) 인가
- 1981년 3월 1일 병설유치원(1학급) 인가
- 1989년 3월 1일 송암분교[4] 관할
- 1993년 9월 1일 구산분교[5] 관할
- 1995년 3월 1일 나산북국민학교, 구산분교, 송암분교 통합
- 1996년 3월 1일 이문초등학교 본교에 통합
- 1996년 3월 1일 나산초등학교로 개칭[6]
- 2003년 3월 1일 컴퓨터실 구축 완료
- 2006년 10월 15일 다목적 강당 《나산관》 개관
- 2007년 10월 17일 도서관 《지혜의 샘터》 개관[7]
- 2009년 3월 25일 나산영어체험교실 개관[8][9]
- 2010년 8월 20일 체육시설 현대화 사업 완료
- 2011년 3월 1일 컴퓨터실 리모델링 사업 완료
- 2019년 2월 15일 제96회 졸업(총 졸업생 8,255명)
- 2019년 9월 1일 제29대 교장 김광식 부임
- 2020년 2월 14일 제97회 졸업(총 졸업생 8,272명)
- 2021년 2월 5일 제98회 졸업(총 졸업생 8,283명)

## 학교 상징
- 교화 - 철쭉 : 협동, 봉사
- 교목 - 향나무 : 인간다운 향기
- 교색 - 녹색 : 항상 푸른 꿈

## 참고 자료
- 나산초등학교 - 한국교육학술정보원 학교알리미